# Hehe (lud)
Hehe – lud afrykański z grupy Bantu, zamieszkujący południe Tanzanii i posługujący się językiem hehe. W 1994 roku liczebność Hehe wynosiła ok. 750 tys. osób.
Struktura społeczna opiera się na rodach patrylinearnych. Podstawą gospodarki jest rolnictwo (uprawa głównie kukurydzy, prosa i sorgo), w mniejszym zakresie także chów zwierząt i rzemieślnictwo, zwłaszcza rzeźba w drewnie.
Hehe zachowali tradycyjne wierzenia, dużą rolę odgrywa kult przodków. Niektórzy przedstawiciele ludu przejęli chrześcijaństwo lub islam.
W XIX wieku Hehe tworzyli silną organizację o charakterze państwowym. Opierali się niemieckim kolonizatorom.